# Musée arménien de France
Musée arménien de France (Arménské muzeum ve Francii) je soukromé muzeum v Paříži. Nachází se v 16. obvodu na Avenue Foch č. 59. Muzeum se zaměřuje na arménskou kulturu.

## Historie
Muzeum založil v roce 1949 Nourhan Fringhian, aby uchoval kulturní bohatství arménské diaspory ve Francii. V roce 1993 bylo muzeum uzavřeno pro veřejnost z důvodu nevyhovajících stavebních norem v budově.
V roce 2007 byly nejvýznamnější předměty vystaveny muzeu Louvre během roku Arménie ve Francii.

## Sbírky
Muzeum shromažďuje sakrální umění (evangeliáře, žaltáře, relikviáře, kultovní předměty aj.) i světské umění (šperky, keramika a jiné objekty běžného života) a rovněž má uměleckou sbírku obrazů, rytin a soch.
Ačkoliv vstup do muzea pro veřejnost není možný, jeho sbírky jsou zpřístupněny na internetových stránkách.